# トマス・カストロ
トマス・パイス・ネト・サルメント・カストロ（Tomás Pais Neto Sarmento Castro 、1999年3月13日 - ）は、ポルトガル・リスボン出身のプロサッカー選手。IFグニスタン所属。ポジションは、ミッドフィールダー。

## クラブ歴
2020年1月12日、0-2で敗れたアウェーのジル・ヴィセンテFC戦でプリメイラ・リーガデビューを果たした。
2024年1月25日、IFグニスタンに移籍した。